# Krotka (struktura danych)
Krotka (ang. tuple) – struktura danych będąca odzwierciedleniem matematycznej n-ki, tj. uporządkowanego ciągu wartości. Krotki przechowują stałe wartości o różnych typach danych – nie można zmodyfikować żadnego elementu, odczyt natomiast wymaga podania indeksu liczbowego żądanego elementu. Wyjątkiem jest język Swift, w którym zawartość krotki można modyfikować, jeśli została ona zadeklarowana jako zmienna.
W systemach relacyjnych baz danych krotka to wiersz relacji inny niż wiersz nagłówkowy z nazwami atrybutów, czyli wiersz danych.
Struktury te występują w wielu językach programowania, są obecne we wszystkich językach funkcyjnych (np. Haskell) i wieloparadygmatowych z możliwością programowania funkcyjnego (np. Scala, Python, Ruby, C++11, Swift, Rust, TypeScript).
Zapis krotek w językach programowania jest często identyczny z matematycznym: elementy są zamknięte w nawiasach okrągłych, oddzielone od siebie przecinkami. Np. ("Jan", "Kowalski", 33) to 3-elementowa krotka, której dwa pierwsze elementy są łańcuchami znakowymi, trzeci natomiast – liczbą całkowitą.
Część języków programowania (m.in. SML, Python, Scala) posiada także możliwość „rozpakowania” do osobnych zmiennych wartości krotki zgodnie z jej strukturą, w tym ignorowanie niepotrzebnych elementów (w SML-u i Scali oznaczane znakiem podkreślenia).

## Przykłady w języku Python
Utworzenie dwóch krotek: 3-elementowej oraz 4-elementowej, w której jeden z elementów to inna 3-elementowa krotka.
```
    
Jan
    
=
 
(
"Jan"
,
 
"Kowalski"
,
 
33
)

    
Janina
 
=
 
(
"Janina"
,
 
"Nowak"
,
 
(
21
,
 
12
,
 
1978
),
 
'K'
)

```

Odczyt elementów krotki przez podanie indeksów:
```
    
imie
     
=
 
Jan
[
0
]

    
nazwisko
 
=
 
Jan
[
1
]

    
wiek
     
=
 
Jan
[
2
]

```

"Rozpakowanie" wszystkich wartości krotki do osobnych zmiennych:
```
    
imie
,
 
nazwisko
,
 
wiek
 
=
 
Jan

```

Wyciągnięcie wybranego elementu krotki:
```
    
_
,
 
_
,
 
(
_
,
 
_
,
 
RokUrodzenia
),
 
_
 
=
 
Janina

```